# Los Angeles College of Music
Los Angeles College of Music es una institución educativa privada ubicada en Pasadena, California, Estados Unidos. Está acreditada por la Asociación Nacional de Escuelas de Música desde 2003. Más de 1 000 estudiantes se han graduado en la escuela, aproximadamente la mitad de ellos de otros países diferentes a Estados Unidos.

## Historia
LACM fue fundada en 1996 con el nombre de LA Music Academy por Hans Peter Becker y Tom Aylesbury, quien también se convirtió en presidente en 2004. Músicos como Frank Gambale (guitarra), Dave Carpenter (bajo) y Joe Porcaro y Ralph Humphrey (batería) oficiaron como jefes de departamentos instrumentales, mientras que el departamento vocal fue creado por Kevyn Lettau en 1998. Tierney Sutton asumió la dirección en 2008. La escuela cambió su nombre en noviembre de 2012 a LAMA College for Music Professionals, y en 2014 a Los Angeles College of Music.
En colaboración con DrumChannel y Guitar Center, la escuela organiza un curso intensivo de cinco días para bateristas, con clínicas, talleres musicales, clases, sesiones de autógrafos, una mesa redonda de músicos y una visita a Drum Workshop en Oxnard, California. Entre los instructores han figurado Álex Acuña, Peter Erskine, John Robinson, Terry Bozzio, Efraín Toro y Joe Porcaro.

## Alumnado notable
- Jean Dolabella[7]
- Debi Nova[8]
- Tal Wilkenfeld[9]
- Mark Salling[10]
- Meytal Cohen[11]
- Mimi Rose[12]